# Luís Cabral
Pour les articles homonymes, voir Cabral.
Luís Severino de Almeida Cabral, né le 10 avril 1931 à Bissau et mort le 30 mai 2009 à Torres Vedras, est un homme d'État, il est le premier chef de l'État bissau-guinéen, de 1973 à 1980. Il est le demi-frère du leader indépendantiste Amílcar Cabral.

## Biographie
En 1956, aux côtés de son frère Amílcar, il est l’un des fondateurs du Parti africain pour l'indépendance de la Guinée et du Cap-Vert. Après l'assassinat d’Amílcar Cabral, à Conakry, le 20 janvier 1973, la direction du parti est confiée à Luíz Cabral et Aristides Pereira (plus tard président de la République du Cap-Vert). 
Après la révolution des œillets en avril 1974, le Portugal reconnaît l'indépendance de la Guinée-Bissau le 10 septembre 1974. Luís Cabral devient président du Conseil d'État de la République de Guinée-Bissau. Un programme de reconstruction nationale et de développement, d'inspiration socialiste, soutenu par l'URSS et la Chine, est lancé. Mais suspicion et instabilité se sont installées dans le parti depuis la mort d'Amílcar Cabral et l'indépendance. Des membres du PAIGC accusent Luíz Cabral et les Capverdiens métis de dominer le parti. Le 14 novembre 1980, le Premier ministre et ancien commandant militaire de la guerre d’indépendance, João Bernardo Vieira déclenche un coup d'État militaire et s’empare du pouvoir. Luís Cabral est détenu pendant six mois, puis contraint à l’exil, vivant essentiellement au Portugal.
En 1999, peu de temps après sa nomination comme Premier ministre, Francisco Fadul appelle au retour de Luíz Cabral en Guinée-Bissau. Ce dernier répond par l'intermédiaire du journal portugais 24 Horas qu'il le désire également mais qu'il ne rentrerait pas tant que Vieira serait au pouvoir. En octobre 1999, lorsque ce dernier est déposé par un coup d'État mené par le général Ansumane Mané, il est invité à rentrer d'exil avec un passeport notifiant « Président du Conseil d'État de Guinée-Bissau ». Il effectue donc un bref retour à la mi-novembre 1999, précisant qu'il n'aurait plus aucune activité politique.
Malade, il est mort, encore en exil, d'un arrêt cardiaque à l'hôpital de Torres Vedras, au Portugal.